# EVV Eindhoven in het seizoen 1974/75
Het seizoen 1974/1975 was het 21e jaar in het bestaan van de Eindhovense betaaldvoetbalclub Eindhoven. De club kwam uit in de Eerste divisie en eindigde daarin op de zesde plaats, dit leverde een plek in de nacompetitie voor promotie op. De nacompetitie werd op de eerste plaats afgesloten waarna het promoveerde naar de Eredivisie. Tevens deed de club mee aan het toernooi om de KNVB Beker, hierin werd in de eerste ronde verloren van SC Amersfoort (1–2).

## Wedstrijdstatistieken

### Eerste divisie
|       | SC Amersfoort | FC Den Bosch '67 | SC Cambuur | FC Dordrecht | Fortuna SC | FC Groningen | Heerenveen | Helmond Sport | SC Heracles '74 | N.E.C. | PEC Zwolle | SVV   | Veendam | Vitesse | FC Vlaardingen '74 | Volendam | FC VVV | Willem II |
| ----- | ------------- | ---------------- | ---------- | ------------ | ---------- | ------------ | ---------- | ------------- | --------------- | ------ | ---------- | ----- | ------- | ------- | ------------------ | -------- | ------ | --------- |
| Thuis | 2 – 1         | 1 – 1            | 0 – 1      | 3 – 0        | 1 – 0      | 4 – 1        | 1 – 1      | 3 – 0         | 8 – 0           | 1 – 2  | 5 – 3      | 1 – 0 | 1 – 0   | 1 – 1   | 3 – 0              | 3 – 2    | 0 – 0  | 0 – 1     |
| Uit   | 1 – 4         | 2 – 2            | 0 – 3      | 1 – 0        | 2 – 2      | 0 – 0        | 1 – 1      | 0 – 1         | 3 – 1           | 2 – 2  | 2 – 1      | 1 – 1 | 1 – 2   | 1 – 0   | 1 – 0              | 0 – 0    | 5 – 0  | 0 – 1     |

### Nacompetitie
| Nacompetitie                                                                                         | FC Groningen                                                             | 1 – 0 (1 – 0) | Eindhoven                                                                                |
| 15 mei 1975 Plaats: Groningen Oosterpark Toeschouwers: 8.000 Scheidsrechter: Jan Beck                | Ab Gritter 36'                                                           |               |                                                                                          |
| Nacompetitie                                                                                         | Eindhoven                                                                | 1 – 0 (0 – 0) | PEC Zwolle                                                                               |
| 19 mei 1975 Plaats: Eindhoven Aalsterweg Toeschouwers: 9.000 Scheidsrechter: Ben Hoppenbrouwer       | Lambert Kreekels 75' (pen.)                                              |               |                                                                                          |
| Nacompetitie                                                                                         | Eindhoven                                                                | 2 – 1 (1 – 1) | Vitesse                                                                                  |
| 22 mei 1975 Plaats: Eindhoven Aalsterweg Toeschouwers: 9.000 Scheidsrechter: Gerrit Berrevoets       | Willy Senders 44', 60'                                                   |               | 13' Henk Bosveld                                                                         |
| Nacompetitie                                                                                         | Vitesse                                                                  | 2 – 5 (1 – 3) | Eindhoven                                                                                |
| 25 mei 1975 Plaats: Arnhem Nieuw-Monnikenhuize Toeschouwers: 9.000 Scheidsrechter: Leo van der Kroft | Piet van Kerkhof 2' Boško Bursać 54'                                     |               | 25' Hans Bleijenberg 40', 44' Willy Senders 49' (pen.) Lambert Kreekels 70' Anton Jacobs |
| Nacompetitie                                                                                         | PEC Zwolle                                                               | 0 – 4 (0 – 1) | Eindhoven                                                                                |
| 29 mei 1975 Plaats: Zwolle Oosterenkstadion Toeschouwers: 10.000 Scheidsrechter: Jan Beck            |                                                                          |               | 33' Jan Brans 68' Willy Senders 755' Anton Jacobs 89' Lambert Kreekels                   |
| Nacompetitie                                                                                         | Eindhoven                                                                | 4 – 1 (2 – 0) | FC Groningen                                                                             |
| 1 juni 1975 Plaats: Eindhoven Aalsterweg Toeschouwers: 18.000 Scheidsrechter: Leo van der Kroft      | Hans Bleijenberg 35' Miel Pijs 44' Anton Jacobs 64' Lambert Kreekels 89' |               | 55' Peter Eimers                                                                         |

### KNVB Beker
| 1e ronde                                    | SC Amersfoort                              | 2 – 1 (1 – 1) | Eindhoven                   |
| 6 oktober 1974 Plaats: Amersfoort Birkhoven | Jaap van Pelt 12' Chris Bruinen 88' (e.d.) |               | 26' (pen.) Lambert Kreekels |

## Statistieken Eindhoven 1974/1975

### Eindstand Eindhoven in de Nederlandse Eerste divisie 1974 / 1975
| Stand | Gespeeld | Gewonnen | Gelijk | Verloren | Punten | Doelpunten voor | Doelpunten tegen |
| ----- | -------- | -------- | ------ | -------- | ------ | --------------- | ---------------- |
| 6e    | 36       | 16       | 11     | 9        | 43     | 59              | 37               |

### Topscorers
| #      | Naam                | Goal |
| ------ | ------------------- | ---- |
| 1.     | Toon Jacobs         | 13   |
| 2.     | Lambert Kreekels    | 10   |
| 3.     | Henk Bloemers       | 7    |
| 3.     | Jacques van der Pas | 7    |
| 5.     | Hans Bleijenberg    | 6    |
| 6.     | Jan Brans           | 5    |
| 7.     | Miel Pijs           | 4    |
| 8.     | Willy Senders       | 3    |
| 9.     | Huub Posthuma       | 2    |
| 10.    | Hendrik Schalks     | 1    |
| 10.    | Peter Wijns         | 1    |
| Totaal | Totaal              | 59   |

| #      | Naam             | Goal |
| ------ | ---------------- | ---- |
| 1.     | Willy Senders    | 5    |
| 2.     | Lambert Kreekels | 4    |
| 3.     | Anton Jacobs     | 3    |
| 4.     | Hans Bleijenberg | 2    |
| 5.     | Jan Brans        | 1    |
| 5.     | Miel Pijs        | 1    |
| Totaal | Totaal           | 16   |

| #      | Naam             | Goal |
| ------ | ---------------- | ---- |
| 1.     | Lambert Kreekels | 1    |
| Totaal | Totaal           | 1    |

## Voetnoten
SC Amersfoort ·
FC Den Bosch '67 ·
SC Cambuur ·
FC Dordrecht ·
Eindhoven ·
Fortuna SC ·
FC Groningen ·
Heerenveen ·
Helmond Sport ·
Heracles ·
N.E.C. ·
PEC Zwolle ·
SVV ·
SC Veendam ·
Vitesse ·
FC Vlaardingen '74 ·
Volendam ·
FC VVV ·
Willem II